# Cavedog Entertainment
Cavedog Entertainment — компания-производитель компьютерных игр, основанная в 1996 году. Наибольшую популярность компания приобрела благодаря выпуску игры 1997 года Total Annihilation, получившей множество наград «Игра года» и «Величайшая игра всех времён».

## История
Компания основана в 1996 году как подразделение производителя детских компьютерных игр Humongous Entertainment, ориентированное на разработку игр для более старшей аудитории. Позднее компанию приобрела GT Interactive.
Основу компании составили бывшие сотрудники редмондского офиса Squaresoft, закрывшегося в 1996 году, в частности, композитор Джереми Соул и гейм-дизайнер Клейтон Каузларик, создавший логотип компании.
Первой игрой стала Total Annihilation, выпущенная в 1997 году. Ведущий дизайнер игры Крис Тейлор вскоре покинул компанию, чтобы основать собственную компанию Gas Powered Games. Для игры было выпущено два сюжетных дополнения (The Core Contingency и Battle Tactics) и множество расширений.
В 1999 году была выпущена Total Annihilation: Kingdoms, основанная на движке TA. В 2000 году для неё вышло дополнение The Iron Plague.
Помимо серии Total Annihilation у Cavedog было три разрабатываемых проекта: шутер от первого лица Amen: The Awakening, фентезийная приключенческая игра Elysium и проект Рона Гилберта Good & Evil. На фоне финансовых неурядиц издателя GT Interactive, владельца Cavedog, все три проекта были свёрнуты осенью 1999 года.
В 2000 году GT Interactive была куплена компанией Infogrames, Cavedog объявила о банкротстве. Сестринская компания Humongous Entertainment продолжила разработку детских игр, пока не была закрыта в 2005 году Infogrames (ставшей к тому времени Atari). Часть бывших сотрудников Cavedog перешла в Gas Powered Games и Beep Industries.